# Wilhelm Emmanuel von Ketteler
Wilhelm Emmanuel von Ketteler (Münster, 25 dicembre 1811 – Burghausen, 13 luglio 1877) è stato un vescovo cattolico, teologo e politico tedesco, barone di Kettler, esponente in Parlamento del Partito di Centro Tedesco, sostenitore dei grandi temi dell'impegno cattolico per i lavoratori e della dottrina sociale della Chiesa, tanto da essere soprannominato il Vescovo sociale.

## Biografia
Nato a Münster, studiò teologia all'Università di Gottinga, a Berlino, a Heidelberg e a Monaco di Baviera (diritto e scienze politiche). Viene ordinato sacerdote a Münster il 1º giugno 1844 e vescovo il 25 luglio 1850.
Consacrò la sua vita a difendere la libertà della Chiesa nei confronti dello Stato. Uomo d'azione, fu eletto deputato nel Parlamento di Francoforte nel 1848 e membro dell'assemblea parlamentare tedesca negli anni 1871-1872. Vescovo di Magonza lottò contro la povertà e le condizioni disagiate del ceto proletario, ed in alcuni scritti e sermoni insistette sulla necessità per la Chiesa di intervenire nella questione sociale perché essa è anche una questione morale, e sull'urgenza per lo Stato di interessarsi delle classi operaie, aiutandole ad organizzarsi e a proteggersi contro ogni iniquo sfruttamento.
Tra i suoi scritti principali, ricordiamo soprattutto La questione operaia e il cristianesimo (1864).

## Genealogia episcopale e successione apostolica
La genealogia episcopale è:
- Vescovo Johannes Wolfgang von Bodman
- Vescovo Marquard Rudolf von Rodt
- Vescovo Alessandro Sigismondo di Palatinato-Neuburg
- Vescovo Johann Jakob von Mayr
- Vescovo Giuseppe Ignazio Filippo d'Assia-Darmstadt
- Arcivescovo Clemente Venceslao di Sassonia
- Arcivescovo Massimiliano d'Asburgo-Lorena
- Vescovo Kaspar Max Droste zu Vischering
- Vescovo Josef Ludwig Alois von Hommer
- Arcivescovo Ferdinand August von Spiegel
- Arcivescovo Bernhard Boll, O.Cist.
- Arcivescovo Hermann von Vicari
- Vescovo Wilhelm Emmanuel von Ketteler

La successione apostolica è:
- Vescovo Lothar von Kübel (1868)